# 2005 EP296
2005 EP296, também escrito como 2005 EP296, é um objeto transnetuniano que está localizado no Cinturão de Kuiper, uma região do Sistema Solar. Este corpo celeste é classificado como um provável cubewano. Ele possui uma magnitude absoluta de 7,2 e tem um diâmetro estimado com 160 km.

## Descoberta
2005 EP296 foi descoberto no dia 9 de março de 2005 pelo astrônomo Marc W. Buie.

## Órbita
A órbita de 2005 EP296 tem uma excentricidade de 0,000 e possui um semieixo maior de 46,832 UA. O seu periélio leva o mesmo a uma distância de 46,832 UA em relação ao Sol e seu afélio a 46,832 UA.